# Lautaro Formica
Pour les articles homonymes, voir Formica (homonymie).
Lautaro Formica (né le 27 janvier 1986 à Rosario, en Argentine) est un footballeur professionnel argentin. Il évolue au poste de défenseur.

## Sélections
- 20 sélections et 0 but avec l' Argentine -20 ans en 2005.